# Emil Mrowetz
Emil Mrowetz (* 21. Dezember 1913 in Gleiwitz; † 7. März 2007 in Uchte) war ein deutscher Maler und Bildhauer.

## Leben und Werk
Mrowetz wurde als neunzehntes von 21 Kindern in der oberschlesischen Industriestadt Gleiwitz (poln.: Gliwice) geboren, wo er auch aufwuchs und sich künstlerisch betätigte.
Ab 1931 war Mrowetz als Dekorationsmaler in Bremen tätig und parallel dazu als Hospitant an der dortigen Kunsthochschule. 1937 heiratete er die Uchter Sängerin und Schauspielerin Mathilde Kröger. Von 1940 bis 1943 tat er Dienst bei der deutschen Luftwaffe, dazwischen studierte er an diversen Kunstakademien.
Nach einer Kriegsverwundung und sich anschließender französischer Kriegsgefangenschaft fand er Unterkunft im Stadtteil Lohof der niedersächsischen Kleinstadt Uchte. Von 1951 bis 1975 war er als freischaffender Maler, Bildhauer und Grafiker in Bremen tätig. Bis zum Jahr 1973 war Mrowetz Vorstandsmitglied des Bremer Künstlerbundes. Nach dem Tod seiner Frau siedelte er 1975 in die saarländische Gemeinde Tholey über, wo er sich im ehemaligen Schulgebäude eine Wohnung und ein Atelier einrichtete. Im Jahr 2002 kehrte Mrowetz nach Uchte zurück, wo er im März 2007 im Alter von 93 Jahren starb.
Die Gemeinde Tholey besitzt einen Fundus von Werken des Künstlers. Nach seiner Rückkehr nach Uchte übertrug Mrowetz 130 seiner Werke (Skulpturen, Reliefs, Bilder) an die neu gegründete "Emil-Mrowetz-Stiftung". Der Fundus wird vom Bürger- und Kulturverein Uchte betreut und zum Teil in einer Dauerausstellung im dortigen Bürgerhaus präsentiert.

## Ausstellungen
- 1965: Emil Mrowetz, Haus der Ostdeutschen Heimat, Berlin
- 2009: Bilder und Skulpturen von Emil Mrowetz, Dauerausstellung der Stiftung Emil Mrowetz im Bürgerhaus Färberplatz, Uchte